# Evendale

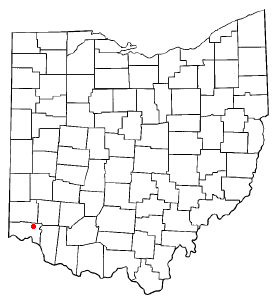
Evendale na planie stanu Ohio

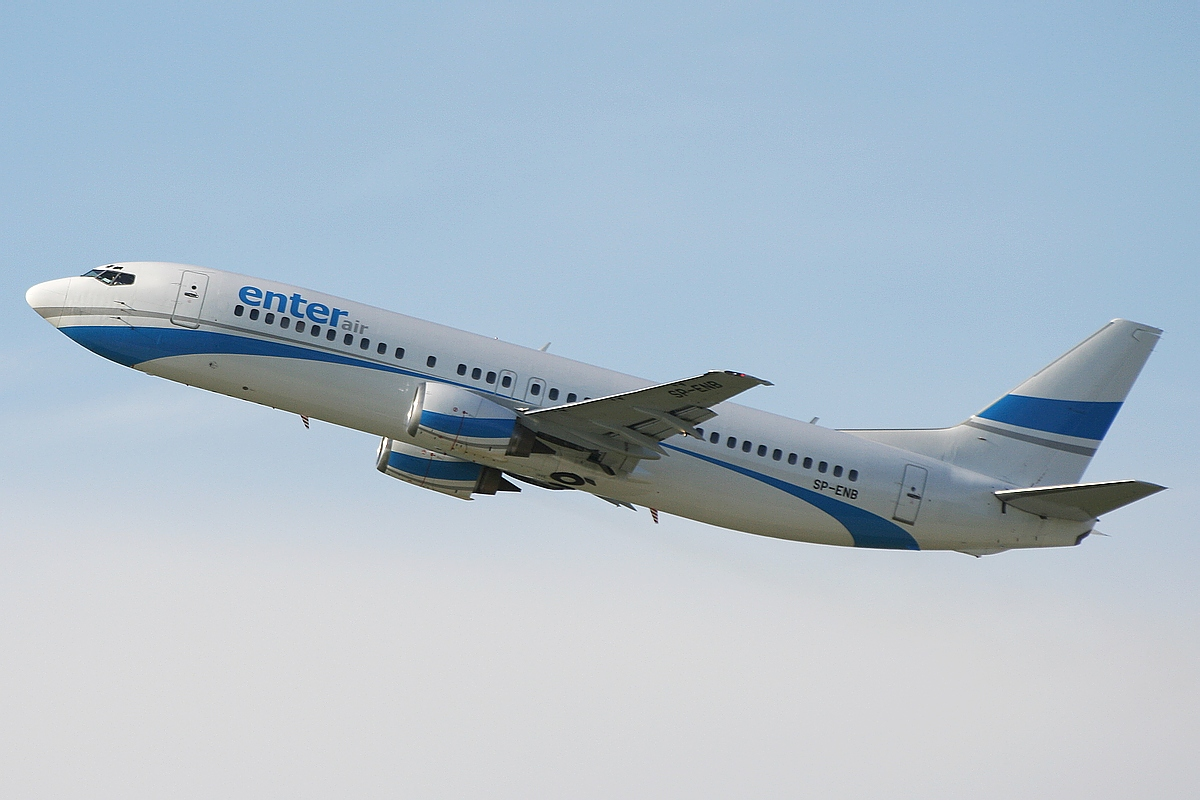
Boeing 737 z silnkiem wykonanym w Evendale

Evendale – wieś w USA, w hrabstwie Hamilton, w stanie Ohio. Aktualnie burmistrzem wsi jest Don Apking.
W roku 2010, 20,6% mieszkańców było w wieku poniżej 18 lat, 5,7% było w wieku od 18 do 24 lat, 15,2% miało od 25 do 44 lat, 38,7% miało od 45 do 64 lat, 19,6% było w wieku 65 lat lub starszych. We wsi było 49,4% mężczyzn i 50,6% kobiet.
Liczba mieszkańców w 2010 roku wynosiła 2 767, a w roku 2012 wynosiła 2 763.
Największe zakłady przemysłowe w Evendale to GE Aviation produkujący silniki lotnicze np. do samolotów Boeing 737, i Formica Corporation produkująca materiał kompozytowy.